# Riza Durmisi
Riza Durmisi (ur. 8 stycznia 1994 w Kopenhadze) – duński piłkarz pochodzenia albańskiego grający na pozycji lewego obrońcy. Jest zawodnikiem w polskim klubie ŁKS Łódź.

## Kariera klubowa
Swoją karierę piłkarską Durmisi rozpoczął w 2000 roku w szkółce piłkarskiej Brøndby IF. W 2012 roku awansował do pierwszego zespołu Brøndby. Swój debiut w Superligaen zaliczył 26 sierpnia 2012 w zremisowanym 1:1 domowym meczu z Esbjergiem. 10 listopada 2013 strzelił swojego pierwszego gola w lidze, a jego zespół wygrał 3:0 z Aarhus GF. W sezonie 2013/2014 stał się podstawowym zawodnikiem Brøndby. Przed sezonem 2016/2017 przeniósł się do Real Betis występującego w Primera División. W hiszpańskim klubie spędził dwa sezony, a następnie został wykupiony 1 lipca 2018 roku przez S.S. Lazio za kwotę 7,5 miliona euro.
| Sezon   | Klub       | Kraj      | Rozgrywki        | Mecze | Gole |
| ------- | ---------- | --------- | ---------------- | ----- | ---- |
| 2012/13 | Brøndby IF | Dania     | Superligaen      | 4     | 0    |
| 2013/14 | Brøndby IF | Dania     | Superligaen      | 32    | 3    |
| 2014/15 | Brøndby IF | Dania     | Superligaen      | 28    | 3    |
| 2015/16 | Brøndby IF | Dania     | Superligaen      | 29    | 0    |
| 2016/17 | Real Betis | Hiszpania | Primera División | 27    | 1    |
| 2017/18 | Real Betis | Hiszpania | Primera División | 24    | 2    |
| 2018/19 | S.S. Lazio | Włochy    | Serie A          | 9     | 0    |

## Kariera reprezentacyjna
Durmisi grał w młodzieżowych reprezentacjach Danii. W 2011 roku wystąpił z reprezentacją Danii U-17 na Mistrzostwach Europy U-17. Z Danią dotarł do półfinału. W tym samym roku wystąpił z kadrą U-17 na Mistrzostwach Świata. Z kolei w 2015 roku zagrał z reprezentacją Danii U-21 na Mistrzostwach Europy U-21. Dotarł z nią do półfinału.
W dorosłej reprezentacji Danii Durmisi zadebiutował 8 czerwca 2015 w wygranym 2:1 towarzyskim meczu z Czarnogórą, rozegranym w Viborgu, gdy w 72. minucie tego meczu zmienił Simona Poulsena.

## Sukcesy

### S.S. Lazio Rzym
- Puchar Włoch: 2018/2019